# August Strindberg

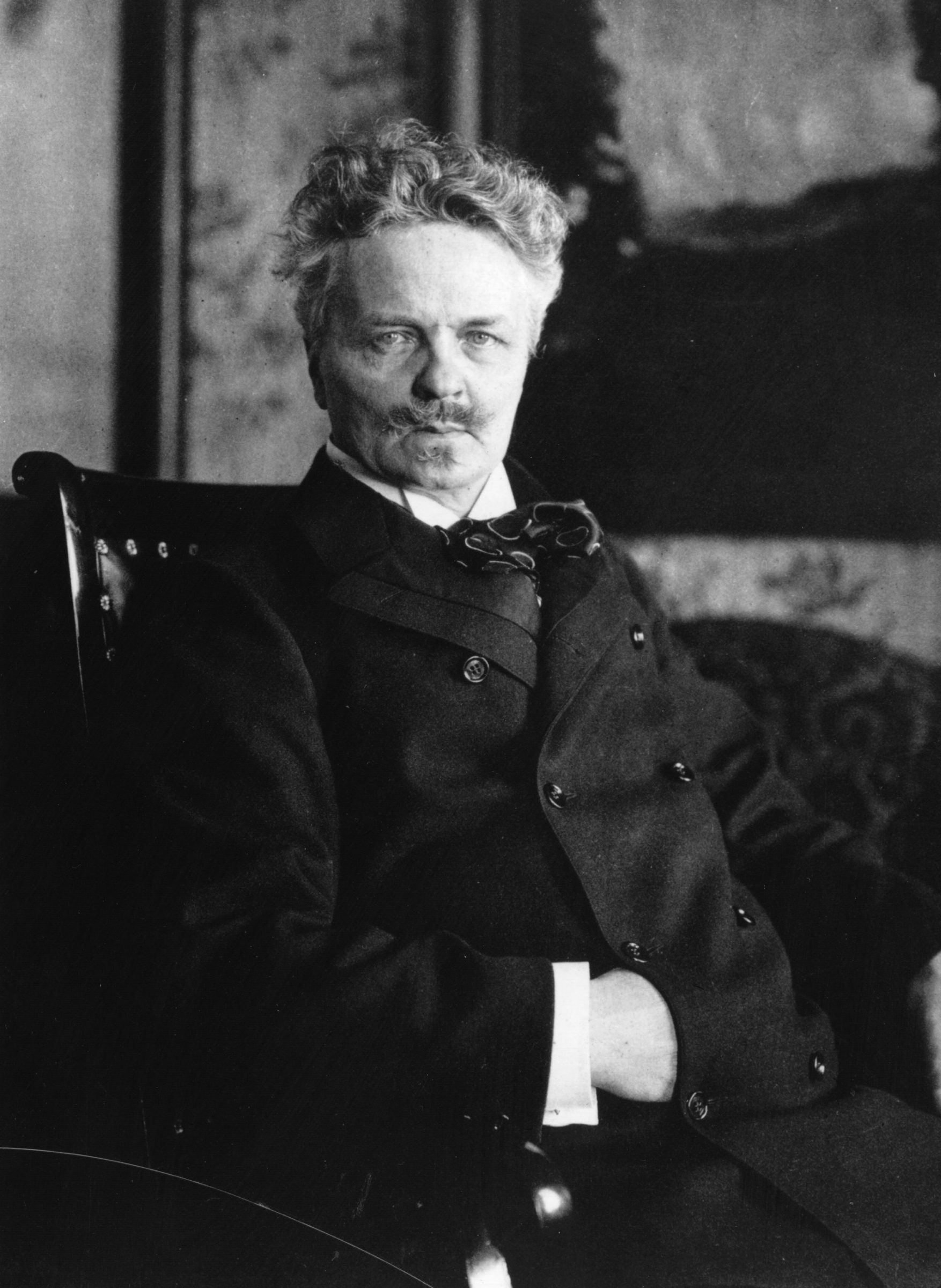
August Strindberg um 1900

Johan August Strindberg [ˌoːgɵst ˈstrindbærʝ] (* 22. Januar 1849 in Stockholm; † 14. Mai 1912 ebenda) war ein schwedischer Schriftsteller und Künstler. Er gilt als einer der wichtigsten schwedischen Autoren; besonders seine Dramen sind weltbekannt. Von den späten 1870er Jahren bis zu seinem Tod dominierte er die Literaturszene in Schweden, war umstritten und oft in persönliche Konflikte verwickelt. Zu seinem umfangreichen literarischen Werk gehören Romane, Novellen und Dramen, die zu den Klassikern schwedischer Literatur zählen.

## Leben

### Kindheit und Jugend

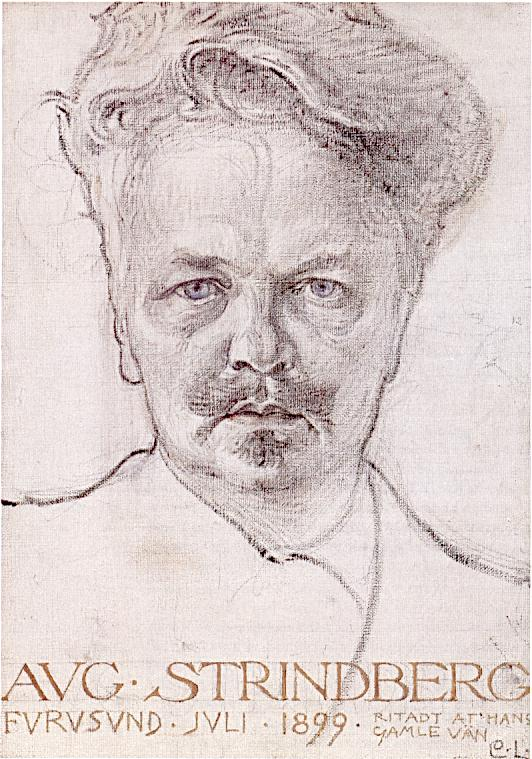
August Strindberg, „gezeichnet von seinem alten Freund Carl Larsson“ 1899

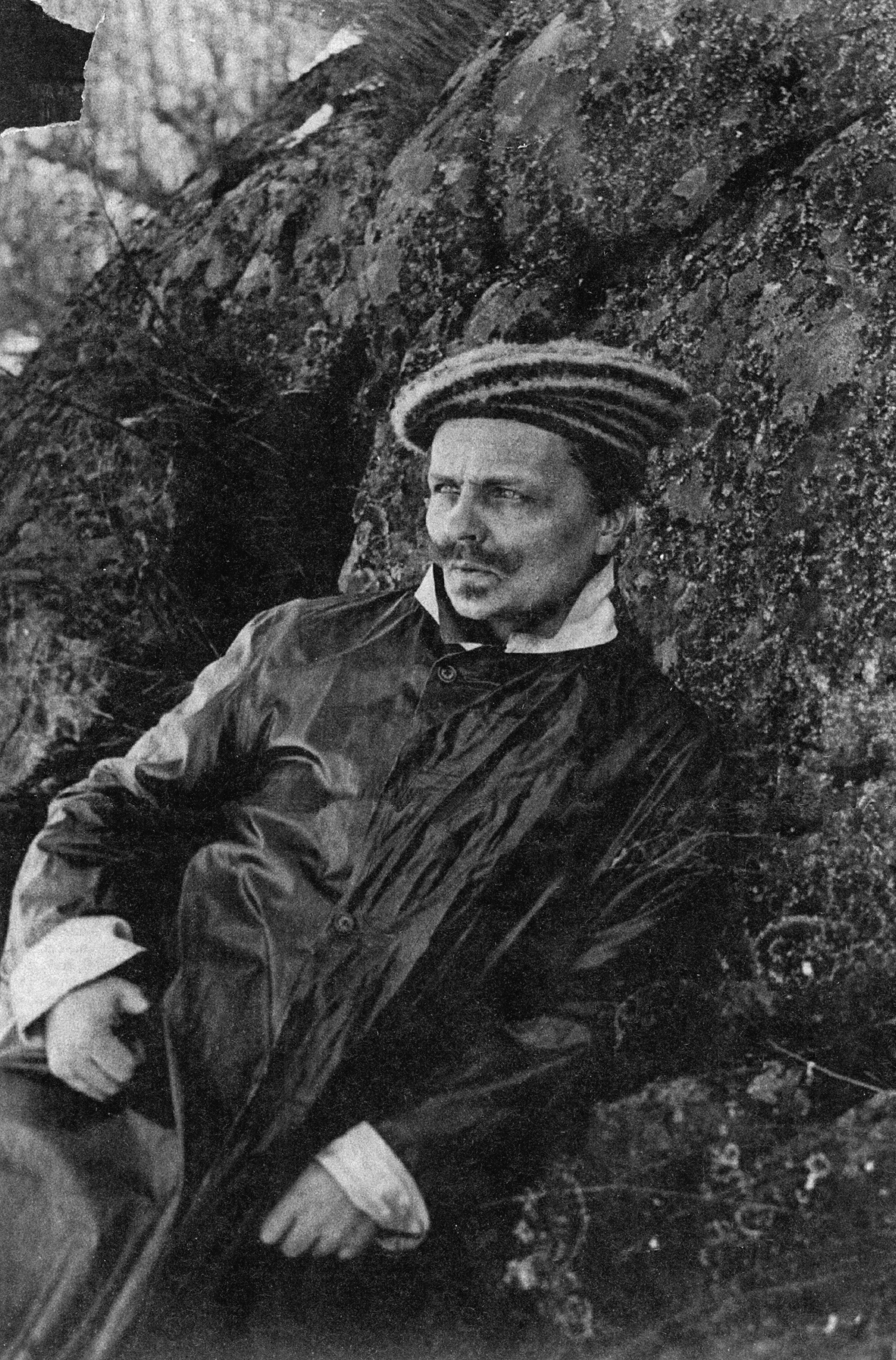
Selbstporträt

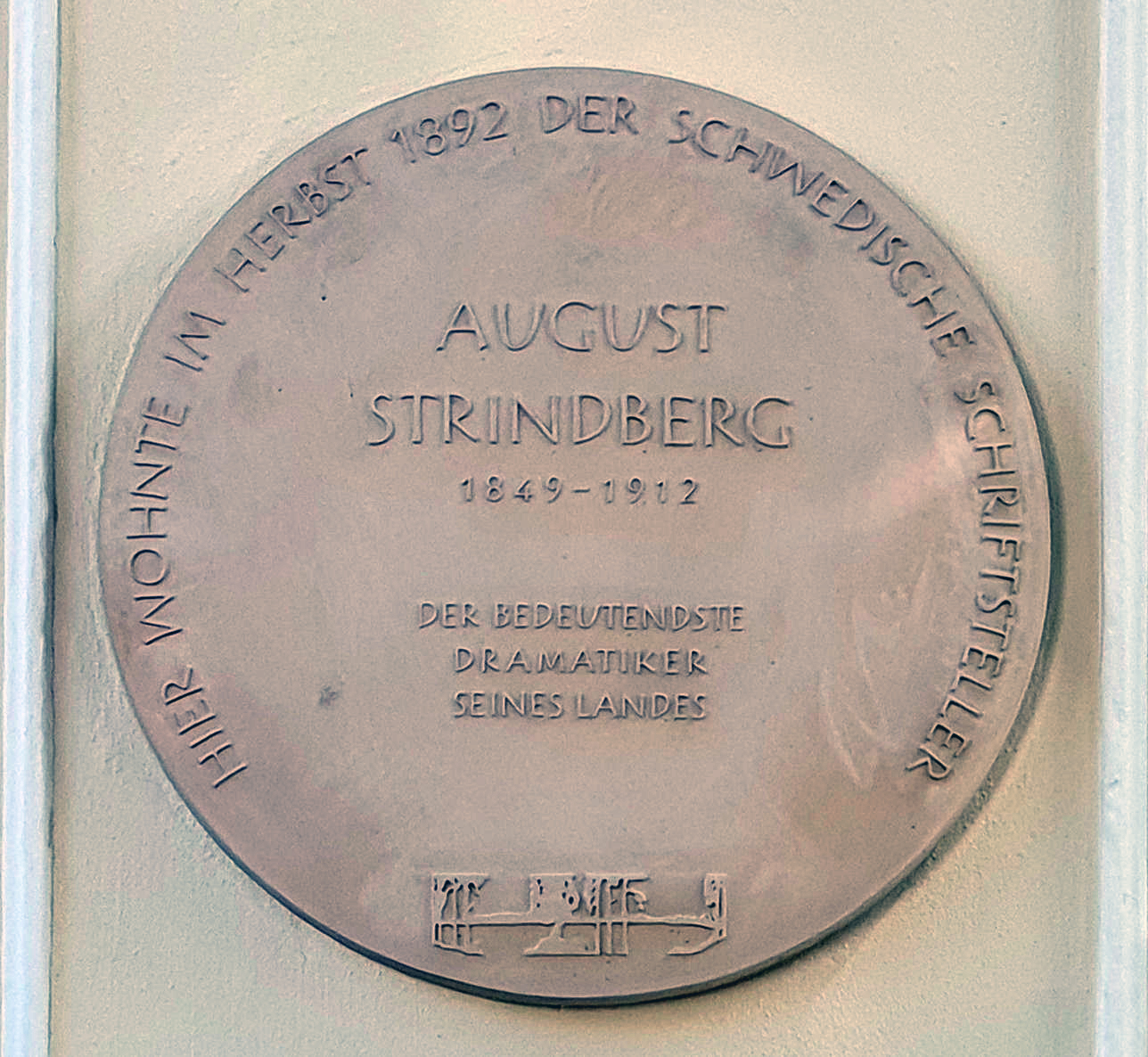
Gedenktafel an seinem ehemaligen Wohnhaus in Berlin-Friedrichshagen

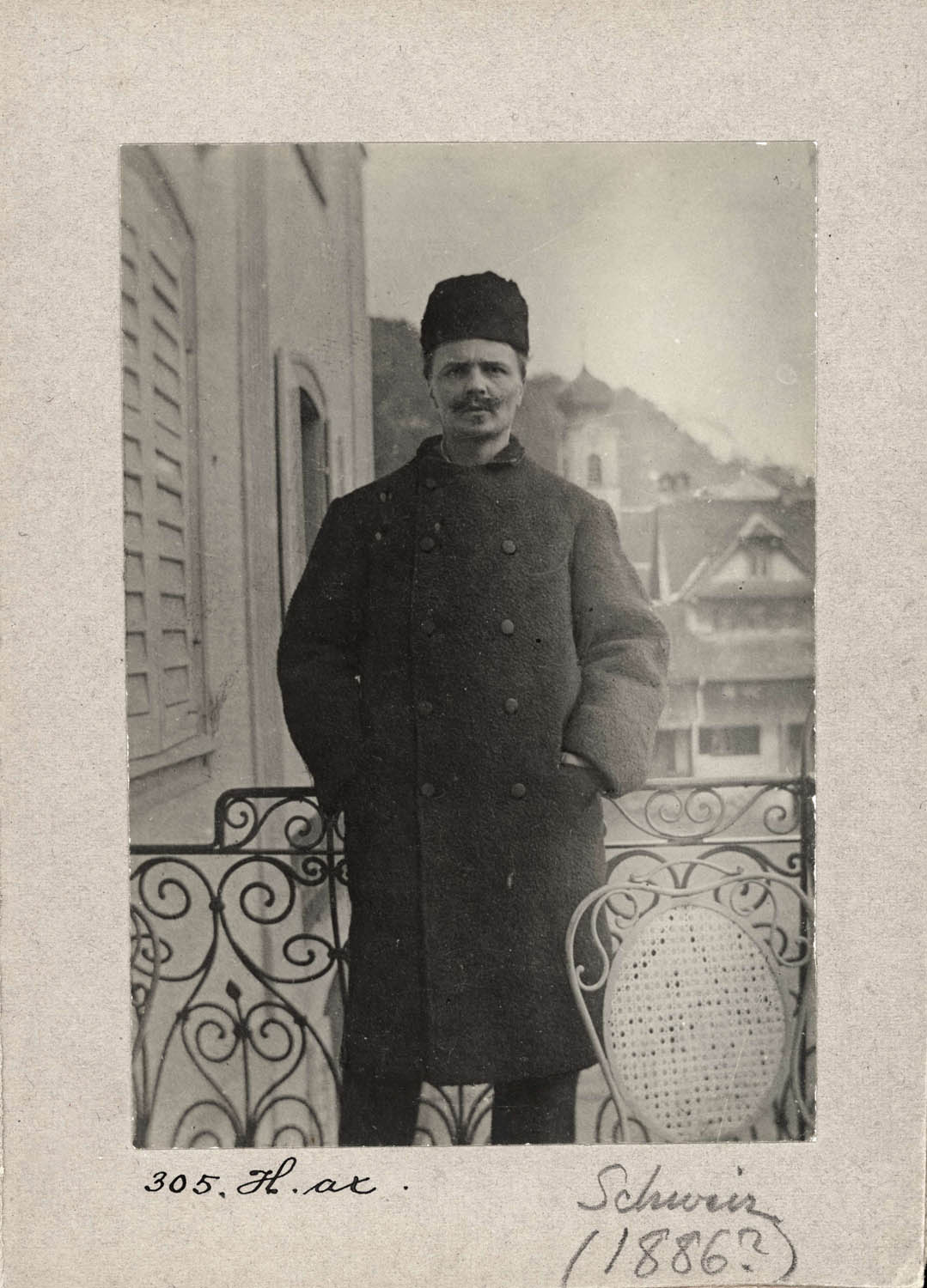
August Strindberg 1886 in Gersau (Schweiz)

Johan August Strindberg kam in Stockholm als viertes von insgesamt acht Kindern des Dampfschiffkommissionärs Carl Oscar Strindberg und der früheren Haushaltsangestellten und zwölf Jahre jüngeren Ulrika Eleonora (Nora) Norling zur Welt. Strindbergs Tante väterlicherseits, Lisette Strindberg, war die Ehefrau des Dampfschiffpioniers Samuel Owen. Die Familie führte ein mittelständisches Leben. Aufgrund der wirtschaftlichen Schwankungen der väterlichen Schiffsagentur war sie zu zahlreichen Wohnungswechseln genötigt. Strindberg zog innerhalb der 20 Jahre, die er gemeinsam mit der Familie lebte, zehnmal um.
Bildung und Kunst wurden im Elternhaus gepflegt, wenn auch in bescheidenem Maße. Der Vater spielte Klavier und Cello und es fanden regelmäßig Hausmusikabende statt. Auch mit dem Theater kam die Familie in Berührung – der Neffe Ludvig Strindberg war Schauspieler und kam häufig zu Besuch. Strindbergs künstlerische Interessen wurden jedoch erst einige Zeit später geweckt. In der Kindheit beherrschte er als einziger der Familie kein Instrument. Strindberg wird als schüchternes, verschlossenes Kind beschrieben, das sich schon früh für die Naturwissenschaft interessierte. Zeit seines Lebens achtete er auf gute Kleidung. Seine Ansichten über Ehe und Familie galten als ähnlich streng wie die seines Vaters. Seine Mutter beschreibt er später in Tjänstekvinnans son (1886–1909, Der Sohn einer Magd) als freundliche, aber auch sehr sensible Frau.
1853 ging das Unternehmen des Vaters in Konkurs, konnte sich danach jedoch sehr schnell wieder erholen. Im Jahr 1856 zog die Familie aus dem Klaraviertel in den ländlichen Norden von Stockholm, später noch weiter aufs Land. Strindberg ging anfangs weiter in die streng geführte und nun recht weit entfernte Klaraschule. 1860 kam er auf die näher gelegene Jakobschule, wo er nach eigener Schilderung zum ersten Mal ein Bewusstsein für soziale Unterschiede bekam. Ab 1861 besuchte Strindberg das private Stockholmer Lyceum – ein liberal geführtes Gymnasium. Für Naturkunde und vor allem für Französisch konnte er sich besonders begeistern.
Im Jahr 1862 starb Strindbergs Mutter an Tuberkulose. Das schwierige Verhältnis zum Vater besserte sich in der Zeit der Trauer nur kurzfristig. Mit der erneuten Heirat des Vaters – er ehelichte die 22-jährige Erzieherin der Kinder Emma Charlotta Petterson – und der Geburt des gemeinsamen Sohnes Emil wurden die familiären Beziehungen zunehmend angespannter. Strindbergs Pubertät gestaltete sich folglich ausgesprochen schwierig. Er zog sich in den Pietismus zurück, mit dem er durch seine Mutter erstmals in Berührung gekommen war, und übte sich in religiöser Enthaltsamkeit.

### Der Weg zum Schriftsteller
Im Mai 1867 legte Strindberg sein Abitur ab und immatrikulierte sich in Uppsala für das Studium der „Ästhetik und lebenden Sprachen“. Neben Versuchen, als Scharfschütze und Prediger Geld zu verdienen, war er vor allem als Grundschul- und Hauslehrer tätig. Zudem nahm er bald darauf ein Medizinstudium auf, brach die Studien jedoch 1869 ab, um sich an einer Karriere als Schauspieler zu versuchen. Aufgrund mangelnden Erfolgs entschied er sich 1870, das Studium in Uppsala fortzusetzen. Während seiner Studienzeit begann Strindberg mit dem Schreiben. Nach zwei Jahren zwang ihn seine finanzielle Situation, das Studium endgültig abzubrechen und in die Hauptstadt zurückzukehren, wo er als Journalist unterzukommen versuchte. Die erste Fassung von Mäster Olof (Meister Olof) entstand in dieser Zeit. 1873 arbeitete er als Redakteur bei der schwedischen Tageszeitung Dagens Nyheter. Ein Jahr später bekam er bei der Königlichen Bibliothek eine Anstellung als Sekretär, die bis 1882 bestand.
Strindbergs literarischer Durchbruch kam 1879 mit der Herausgabe von Röda rummet (Das rote Zimmer), einem satirischen Gesellschaftsroman, und der Aufführung von Meister Olof (über den schwedischen Reformator Olaus Petri).

### Ehe mit Siri von Essen
1877 heiratete Strindberg die Finnlandschwedin Siri von Essen, eine Schauspielerin des Königlichen Theaters. Mit ihr hatte er drei Kinder, die beiden Töchter Karin (* 1880) und Greta (* 1881) und den Sohn Hans (* 1884).
Während der folgenden Jahre schrieb er das historische Werk Svenska folket (Das schwedische Volk) und den Roman Det nya riket (Das neue Reich). Diese Werke waren in einem realistischen Stil geschrieben und kritisierten im Prinzip sämtliche gesellschaftlichen Institutionen. Infolge der scharfen Kritiken in Schweden sah sich Strindberg 1883 genötigt, das Land zu verlassen, und ließ sich in Frankreich nieder. Zusammen mit Siri und den Kindern schloss er sich der skandinavischen Künstlerkolonie im französischen Grez-sur-Loing an.

### Anklage wegen Gotteslästerung
1884 wurde die Novellensammlung Giftas (Heiraten) veröffentlicht. Der erste Teil der Dygdens lön (Lohn der Tugend) führte zu einer Anklage wegen „Gotteslästerung und Verspottung der Heiligen Schrift und der Sakramente“. Der Prozess wird auf Schwedisch Giftasprocessen genannt. In der Geschichte erzählte Strindberg von den Folgen falscher Erziehung und religiöser Verkrampfung, insbesondere die Darstellung der Konfirmation als „erschütternder Akt“, „durch den die Oberklasse auf Christi Leib und Wort der Unterklasse den Eid abnimmt, dass diese sich nicht darum kümmern werde, was jene tut“, provozierte die Anklage. Strindberg, zu diesem Zeitpunkt in Genf lebend, musste in Stockholm vor Gericht erscheinen. Bei seiner Ankunft wurden Kundgebungen veranstaltet, eine Festaufführung von Glückspeters Reise wurde mit großem Erfolg gezeigt. Arbeiterorganisationen und Akademiker sprachen sich für den Schriftsteller aus. Letzten Endes sprach das Gericht Strindberg frei, woraufhin er in die Schweiz zurückkehrte. Trotz des Freispruchs blieb die Anklage jedoch nicht ohne negative Folgen für ihn. In Schweden verlor man das Interesse an Strindberg, der sich nun vorläufig von seinem Heimatland abwendete.
Während des Auslandaufenthalts fuhr Strindberg fort, autobiografische Romane zu schreiben und zu publizieren, u. a. Der Sohn einer Magd und En dåres försvarstal (1895, Die Beichte eines Toren), Theaterstücke wie Fadren (1887, Der Vater) und Fröken Julie (1889, Fräulein Julie) sowie gesellschaftskritische Romane wie Utopier i verkligheten (1885, Utopien in der Wirklichkeit).
Auf einer Reise nach Kopenhagen zur Aufführung von Der Vater lernte er Georg Brandes kennen, der ihm den Briefkontakt zu Friedrich Nietzsche vermittelte.
Bis Ende 1889 blieb er im Ausland und kehrte schließlich nach Stockholm zurück. Seine Ehe mit Siri von Essen war in dieser Zeit immer angespannter geworden, was sich auch in den Frauenporträts in seinen Romanen niederschlug. August und Siri ließen sich 1891 scheiden. Siri erhielt das Erziehungsrecht für die gemeinsamen Kinder. Der Aufbruch war für Strindberg von einer künstlerischen Krise begleitet. Er zog 1892 nach Berlin, wo er unter anderem auf Edvard Munch und Ola Hansson traf. Dabei spielte das Weinlokal „Zum schwarzen Ferkel“ eine zentrale Rolle. Es wurde zum Treffpunkt einer internationalen Künstler-Bohème.

### Kurze Ehe mit Frida Uhl
Anfang 1893 lernte Strindberg die zwanzigjährige Journalistin Maria Friederike (Frida) Uhl aus Österreich kennen. Wenige Monate später heirateten die beiden auf Helgoland. Zahlreiche Auseinandersetzungen und Streitereien begleiteten die Beziehung, so dass es noch im selben Jahr zum endgültigen Bruch zwischen Strindberg und Uhl kam. Erst 1897 wurde die Ehe rechtskräftig geschieden.
Strindberg hielt sich von 1893 bis 1896 zeitweise mit seiner Familie in Österreich auf und wohnte ab 1893 im Schloss Dornach in der Gemeinde Saxen. Später zog er mit seiner schwangeren Frau vom Schloss in das sogenannte Häusl, wo im Mai 1894 seine Tochter Kerstin zur Welt kam. Während familiärer Streitigkeiten verließ Strindberg Dornach und wohnte vorübergehend in Klam im Rosenzimmer, einem Eckzimmer beim Kirchenwirt. Der Klamer Ortsteil auf der Bergkuppe wurde Strindberg genannt. Auf dem Kellerstöckl des Hauses im Park gegenüber ist eine Erinnerungstafel angebracht.
Das Strindbergmuseum Saxen ist das einzige Museum außerhalb Schwedens, das dem Autor gewidmet ist, und beschäftigt sich mit dessen Aufenthalt in der Gegend und den im Zusammenhang damit entstandenen Werken. Zu sehen sind unter anderem eine Reihe von Originalbriefen und -manuskripten, zeitgenössische Fotos und das seinerzeit von ihm angekaufte Klavier. Der Kulturwanderweg Strindbergweg-Klamschlucht führt von Saxen nach Klam. Der Weg führt vorbei an einem romantischen Wasserfall, der dem Autor, der sich auch als Maler betätigte, als Vorbild für eines seiner Bilder diente. Weitere Motive fanden Eingang in seine Romane, wie etwa die Hammerschmiede, der Leostein, die Bergmayr-Mühle und der Saustall.

### Inferno-Krise (1895–1897)
Nach der Ehe mit Frida Uhl durchlebte Strindberg eine ausgesprochen düstere Phase seines Lebens, in der er unter Wahnvorstellungen, Realitätsverlust und Depressionen litt. Sie wird „Inferno-Krise“ genannt, da Strindberg die Erfahrungen dieser Zeit vor allem in dem Roman Inferno, Legender (1897, Inferno. Legenden) in Form von autobiografischen, teilweise verklärten Aufzeichnungen verarbeitete. Es ist auch die Zeit, in der Strindberg begann, wissenschaftliche und alchemistische Versuche zu machen.
In gewisser Weise gelang es ihm, sich „freizuschreiben“ und so seine psychische Krise zu überwinden. In den folgenden sechs Jahren schrieb er mehr als 25 Stücke.

### Die produktiven Jahre
In der Zeit zwischen 1898 und 1907 fand eine Neuausrichtung in Strindbergs Schreiben statt: von Anarchismus, Realismus und Naturalismus hin zu Mystik, Symbolismus und Okkultismus. Seine in dieser Zeit entstandenen Dramen haben die europäische Theatergeschichte des 20. Jahrhunderts nachhaltig beeinflusst. Zu nennen sind vor allem:
- Till Damaskus I–III (Nach Damaskus I–III), 1898–1904
- Dödsdansen (Der Totentanz), 1901
- Ett drömspel (Ein Traumspiel), 1902
- Spöksonaten (Gespenstersonate), 1907

In dieser Zeit schrieb Strindberg zudem mehrere von William Shakespeare inspirierte Historiendramen mit Figuren der schwedischen Geschichte: Gustav Vasa (1899), Erik XIV (1899), Karl XII und Gustav Adolf (1900).
Mit Svarta fanor (1907, Schwarze Fahnen) verfasste er ein Stück über das Kulturestablishment der Hauptstadt im Allgemeinen und die jüngere Autorengeneration im Besonderen.
1906 entstanden die späten Novellen Takslagsöl (Richtfest) und Syndabocken (Der Sündenbock). 1904 erschien Götiska rummen (Die gotischen Zimmer).
Außerdem schrieb er eine Reihe von Kammerspielen (1907): Oväder (Wetterleuchten), Brända tomten (Die Brandstätte) und Pelikanen (Der Pelikan, auf Deutsch auch Der Scheiterhaufen). Zu dieser Reihe gehört auch das schon erwähnte Werk Spöksonaten (Die Gespenstersonate), welches seine „bizarrste Symboldichtung“ darstellt.
Strindberg war jetzt ein berühmter Schriftsteller, was nicht verhinderte, dass er finanziell in der Krise war und weiterhin gegen alles und jeden einen Aufstand machte. 1897 beschloss er, sich mit seinem Land zu versöhnen, und zog nach Lund. Dort kam er über Bengt Lidforss mit dem Dichter Emil Kléen in Kontakt, einem der wenigen Bekannten, mit denen Strindberg befreundet blieb. Im darauffolgenden Jahr zog er nach Östermalm in Stockholm.

### Dritte Ehe mit Harriet Bosse

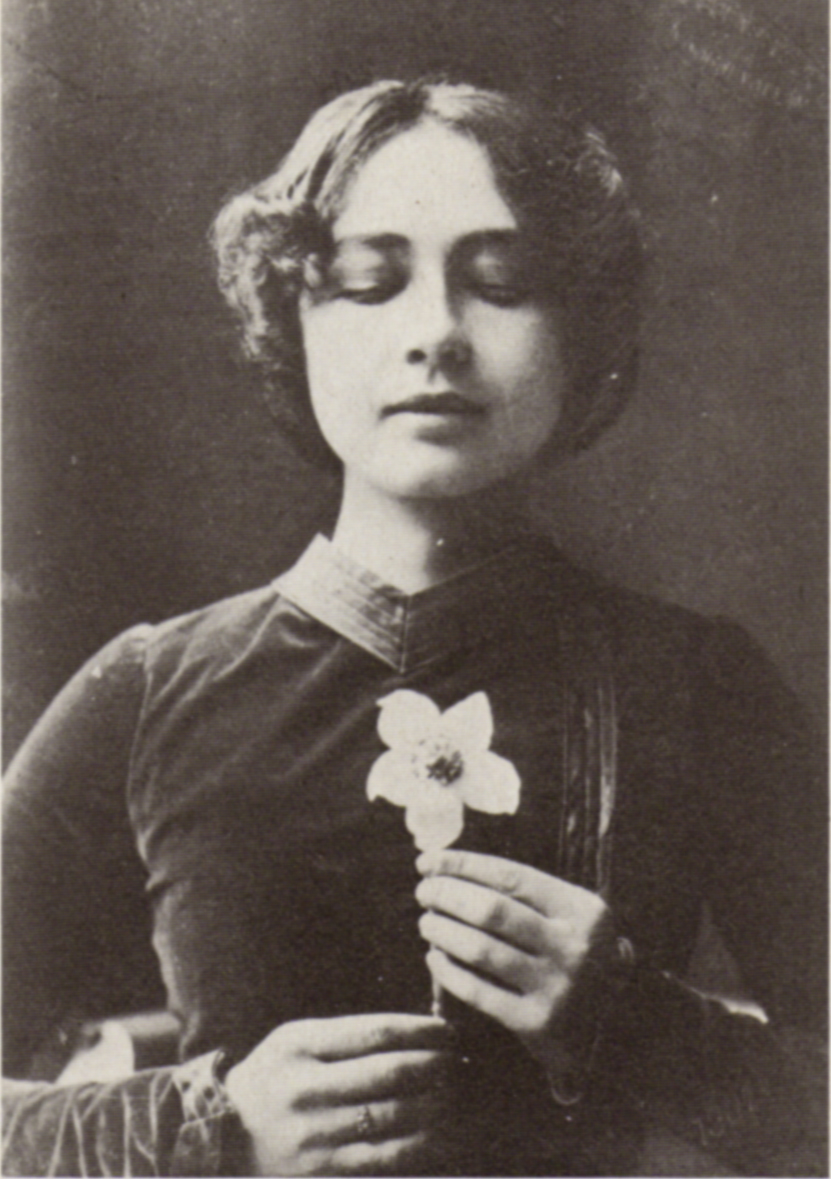
Harriet Bosse

1900 lernte Strindberg die junge Schauspielerin Harriet Bosse (1878–1961) bei einer Vorstellung des Sommernachtstraums kennen, in der sie die Rolle des Puck spielte. Fasziniert von ihrer exotischen Erscheinung bot er ihr die Rolle der Dame in seinem Drama Nach Damaskus an. Im Anschluss an die Premiere schrieb er begeistert über ihre Darstellung: „Werden Sie jetzt bei uns die Schauspielerin des neuen Jahrhunderts! Sie haben uns neue Töne geschenkt, woher Sie sie auch genommen haben mögen.“
Am 6. Mai 1901 heirateten Strindberg und Bosse. Im Jahr darauf wurde Tochter Anne-Marie geboren († 17. August 2007 als Anne-Marie Hagelin im Alter von 105 Jahren). Die Ehe mit Bosse hielt bis 1904. Grund für die Trennung war nicht zuletzt der große Altersunterschied, verbunden mit unterschiedlichen Vorstellungen vom Zusammenleben. Bosse fühlte sich eingesperrt und glaubte, ihre Ansprüche ans Leben für Strindberg aufgeben zu müssen. Strindberg verkraftete die Trennung nur schwer; er litt unter Halluzinationen und erotischen Wahnvorstellungen und schickte ihr unablässig Briefe. Erst als Bosse 1908 den schwedischen Schauspieler Gunnar Wingård heiratete, kam die Beziehung endgültig zu einem Ende. Im Okkulten Tagebuch verarbeitete Strindberg die Ehe mit Bosse.

### Das Intime Theater in Stockholm
Von besonderer Bedeutung für Strindberg war die Gründung des Intimen Theaters am 26. November 1907 in Stockholm, wo er sich mit Begeisterung als Stifter, Dramaturg und Regisseur einbrachte. Auch schrieb er zahlreiche Stücke eigens für die Bühne des Theaters.
Max Reinhardt hatte 1902 mit der Gründung seines „Kleinen Theaters“ das deutsche Vorbild geliefert. Mit einer Serie von Strindberg-Stücken war hier der Durchbruch des Autors in Deutschland gelungen.

### Die letzten Jahre
1908 zog Strindberg in die Drottninggatan 85, in den sogenannten „Blauen Turm“, wo heute das Strindbergmuseum und der Sitz der Strindberg-Gesellschaft ist. Im „Blauen Turm“ hatte er wieder Kontakt zu Siri und den gemeinsamen Kindern, die er auch finanziell unterstützte. Er begegnete George Bernard Shaw und hatte eine letzte Romanze mit der jungen Künstlerin Fanny Falkner, die er auch als Sekretärin beschäftigte.
Während seiner letzten Jahre nahm er die gesellschaftskritische Sparte wieder auf, was eine sehr intensive Debatte auslöste. Strindberg wurde eine Ikone der Arbeiterbewegung, besonders der radikalen Gruppe um die Zeitung Stormklockan und deren Kampf gegen konservative und liberale Stimmen. In seinen letzten Werken, En blå bok (Ein Blaubuch, 1907) und dem Stationendrama Stora landsvägen (Die große Landstraße, 1909), kritisierte Strindberg die Wissenschaft und bezog Stellung für die Religion. Interne Streitigkeiten führten 1911 zur Schließung des Intimen Theaters.
Strindberg litt zunehmend unter Krankheitsbeschwerden, denn er war an Magenkrebs erkrankt. Seinen Abschied vom Leben nahm er mit den ergreifenden Worten „Jetzt ist alles Persönliche vernichtet“, worauf er eine Bibel auf die Brust legte. Am 14. Mai 1912 starb Strindberg – kaum einen Monat nach dem Tod seiner ersten Frau Siri von Essen. Er wurde in Stockholm auf dem Nordfriedhof Norra begravningsplatsen (kvarter 13A, Grab Nr. 101) begraben. Der Trauerzug umfasste etwa 60.000 Personen. O crux ave spes unica (O Kreuz, sei gegrüßt, meine einzige Hoffnung) ist auf dem einfachen schwarzen Holzkreuz zu lesen.
Vor Strindbergs Ableben hatte der Albert Bonniers Verlag die Rechte an Strindbergs gesammelten Werken gekauft. Karl Otto Bonnier hatte zuerst 150.000 Kronen für Strindbergs Werk geboten (aber ohne ausländische Rechte). Strindberg wies das Gebot ab, nachdem Bonnier 100.000 Kronen für Gustaf Frödings gesammelte Werke (sechs Gedichtsammlungen) bezahlt hatte. Als Bonnier das Gebot auf 200.000 Kronen erhöhte, schlug Strindberg ein. Der Verlag kaufte dann auch die Rechte, die Strindberg an andere verkauft hatte, womit die Gesamtsumme fast 300.000 Kronen betrug. Nach Strindbergs Tod gab der Bonniers Verlag Strindbergs Gesammelte Schriften in 55 Bänden heraus. Während der ersten 20 Jahre nach seinem Tod verkaufte der Verlag 1,7 Mio. Exemplare von Strindbergs Büchern. Zwischen 1912 und 1927 verkaufte der Verlag Bücher von Strindberg für fast 10 Millionen Kronen.

## Literarische Einordnung

### Bedeutung
Strindberg schrieb mehr als 60 Dramen, zehn Romane, zehn Novellensammlungen und mindestens 8.000 Briefe. Das macht ihn ohne Zweifel zu einem der produktivsten Autoren Schwedens. Strindberg umfasste alle großen Ideenströmungen, die es zum Ende des 19. Jahrhunderts gab. Er erneuerte die schwedische Prosa, indem er die deklamatorische und rhetorische Sprache der älteren Prosa durch Umgangssprache und scharfe Beobachtungen direkt aus dem Alltag ersetzte. Außerdem hatte Strindberg für seine Zeit möglicherweise höchste Bedeutung als Dramatiker: Er war inspiriert von Shakespeare und dessen schnellen Szenenwechseln. Strindberg revolutionierte das Drama aber auch, indem er die Schauspieler eine natürliche Umgangssprache verwenden ließ. Die Handlung in seinen Stücken bewegt sich typischerweise in einer historischen Umgebung und veranschaulicht Klassenkampf und psychologischen Stellungskrieg.
Strindberg gilt als einer der Wegbereiter des modernen europäischen Theaters des 20. Jahrhunderts, vor allem mit seinen Dramen Fräulein Julie und der Trilogie Nach Damaskus. Damit ist er im gleichen Atemzug mit dem norwegischen Schriftsteller Henrik Ibsen und dem Russen Anton Tschechow zu nennen. Im deutschsprachigen Raum nahm er insbesondere aufgrund seiner sozialkritischen Themen und der Erfindung des Stationendramas Einfluss auf die Literatur.
Während Strindbergs Frühwerk dem Naturalismus zuzuordnen ist, gehören seine späteren Werke dem Expressionismus an. In der Sekundärliteratur wird sein literarisches Schaffen entsprechend in eine naturalistische und eine expressionistische Phase unterteilt.

### Naturalistische Phase
In frühen Werken kombinierte Strindberg Sozialismus und Realismus: Treffsichere und oft anachronistische Schilderungen stützen die schonungslose Kritik an Staat, Kirche, Schule, Presse, Wirtschaft und anderen gesellschaftlichen Institutionen. Die Perspektive ist oft die des Arbeiters oder des „unverdorbenen“ Jungen. In dem Gedicht Esplanadsystemet feierte er die schonungslose Auseinandersetzung der neuen Zeit mit folgendem Ideal: „Hier wird zerrissen, um Luft und Licht zu kriegen“.
Mit dem satirischen Sittenroman Das rote Zimmer gelang es Strindberg, erstmals das Aufsehen einer weiten Öffentlichkeit zu erregen. Mit „grimmigem, illusionslosem Sarkasmus“ kritisierte er die gesellschaftlichen Zustände seiner Zeit, in der „des Jahrhunderts größte Entdeckung gemacht worden war, dass es nämlich billiger und angenehmer ist, vom Geld der anderen zu leben als von der eigenen Arbeit“. Wenn auch Strindbergs Kritiker gespalten waren, wurden 7500 Exemplare des Romans innerhalb von sechs Monaten verkauft. Der Autor avancierte zum Wortführer der radikalen jungen Literaten und wurde als Wegbereiter des Zola-Naturalismus in Schweden gefeiert. Strindberg, der Émile Zola bis dahin nie gelesen hatte, wurde dadurch erst auf das Werk des Naturalismus-Begründers aufmerksam.
Auch mit seinen darauf folgenden Werken handelte sich Strindberg heftige Kritik ein, insbesondere mit Das schwedische Volk, einer Art populärwissenschaftlichem Sachbuch, und der satirischen Schrift Das neue Reich, mit der er die Konservativen offen angriff.
Inspiriert von Friedrich Nietzsche und Jean-Jacques Rousseau veranschaulichte Strindberg naturalistische und evolutionstheoretische Ideen, z. B. in der Novelle Odlad frukt (Gedüngte Frucht) und im Roman Hemsöborna (1887, Die Leute auf Hemsö): Erbe und Umwelt treiben die Charaktere durch die Handlung zu ihrem „natürlichen“ Schicksal.
Die bedeutendsten Dramen der naturalistischen Phase sind zweifelsohne Der Vater und der Einakter Fräulein Julie.
Weiterhin schrieb Strindberg in dieser Zeit teils autobiografische Romane, mit denen er die Literatur von der Kunst zu emanzipieren versuchte. Insbesondere ist hier Tjänstekvinnans son. En själs utvecklingshistoria (Der Sohn einer Magd. Entwicklung einer Seele, 4 Bde. 1886–1909) zu nennen.

### Expressionistische Phase
Mehr noch als den Naturalismus beeinflusste Strindberg den Expressionismus durch seine späteren Werke. Nach den psychischen Krisen in den 1890er Jahren (vgl. Inferno-Krise) wechselte Strindberg den Fuß: Mit religiösen Ideen inspiriert von Emanuel Swedenborg und Sören Kierkegaard löste Strindberg den früheren Realismus auf, um dem mehr Expressionistischen Platz zu machen. Er entwickelte sich „vom Naturalisten zum Mystiker, vom Zweifler zum Gläubigen, und um die Jahrhundertwende erklärte er sich als ein Schüler Maurice Maeterlincks, des Symbolisten“.
Sein erstes Werk nach Inferno ist die Bekenntnis-Trilogie Nach Damaskus, worin sich der innere Streit um Schuld, Leiden und Versöhnung findet, den er während der letzten Jahre führte.
Strindberg nahm seine frühere Rolle als Gesellschaftskritiker in den Jahren nach 1900 wieder auf mit Romanen wie Schwarze Fahnen und Die gotischen Zimmer. Sowohl Diskussionsgegner als auch Kollegen und Freunde wurden einer schonungslosen Satire ausgesetzt.

### Einflüsse
Strindberg unterhielt einige Monate Ende 1888 einen Briefwechsel mit dem damals relativ unbekannten Friedrich Nietzsche. Sie hatten eine Reihe Berührungspunkte in ihrer Auffassung vom Leben und von der Philosophie, und Strindberg träumte davon, mit Nietzsche an seiner Seite eine neue literarische Schule aufzubauen.
Die Philosophie Friedrich Nietzsches, die Strindberg durch die Lektüre der bahnbrechenden Werke Also sprach Zarathustra, Jenseits von Gut und Böse und Götzendämmerung kennenlernte, übte einen bedeutenden Einfluss auf seine Weltanschauung und Wertehaltung aus. Nietzsches aristokratischer Ansatz, dass die Überwindung der decadence – als nihilistisches Paradigma – einer neuen Elite bedarf, traf pointiert Strindbergs Selbstverständnis.
Als er von Nietzsche einen sonderbaren und aggressiven Brief erhielt, welcher unterzeichnet war mit „Nietzsche Caesar“ (Strindberg unterzeichnete alle seine Rückschreiben mit Deus, optimus maximus, also Gott, bester und höchster), schrieb er an Georg Brandes, der auch diesem philosophischen Briefkreis angehörte, dass Nietzsche sie vielleicht vor dem literarischen Publikum kompromittieren könnte. Kurz darauf kam es in Turin zu Nietzsches psychischem Zusammenbruch.
Weitere Einflüsse bezog Strindberg von Emanuel Swedenborg, Sören Kierkegaard, Arthur Schopenhauer und Honoré de Balzac.

### Rezeption
An Schriftstellern, die tief von Strindberg beeindruckt wurden, kann man besonders Jan Myrdal anführen. Der Filmemacher Ingmar Bergman sagt auch, dass er von Strindberg inspiriert wurde, nicht zuletzt in seinen früheren Theaterstücken, so auch Franz Kafka. Aus dem Ausland kann man auch Eugene O’Neill und Lars von Trier nennen, zusammen mit Heiner Müller. Friedrich Dürrenmatt schrieb das Drama Play Strindberg als Nachdichtung von Strindbergs Der Totentanz. In Deutschland war Strindberg zwischen 1912 und 1925 einer der meistgespielten Dramatiker.
Der schwedische Sinfoniker Ture Rangström widmete seine 1914 komponierte erste Sinfonie August Strindberg in memoriam.

### Stimmen über den Autor
„Besserer Zustand, weil ich Strindberg („Entzweit“) gelesen habe. Ich lese ihn nicht, um ihn zu lesen, sondern um an seiner Brust zu liegen. Er hält mich wie ein Kind auf seinem linken Arm. Ich sitze dort wie ein Mensch auf einer Statue. Bin zehnmal in Gefahr, abzugleiten, beim elften Versuche sitze ich aber fest, habe Sicherheit und große Übersicht. […] Der ungeheure Strindberg. Diese Wut, diese im Faustkampf erworbenen Seiten.“

„Mein Vorgänger Otto Brahm hat es sich zur Lebensaufgabe gemacht, Henrik Ibsen dem deutschen Volke nahezubringen […] Ein anderer, skandinavischer Dichter, eine stammverwandte, eine wahrhaft faustische Natur, August Strindberg, der wie von einem bösen Geist durch alle Höhen und Tiefen des Lebens geschleppt wurde, bis zu seiner Erlösung, hat von seinem furchtbaren geistigen Ringen bleibende Dokumente dem deutschen Theater hinterlassen. Die Bühnen Berlins wetteifern heute, seine Werke darzustellen.“

## Strindberg als Maler und Fotograf

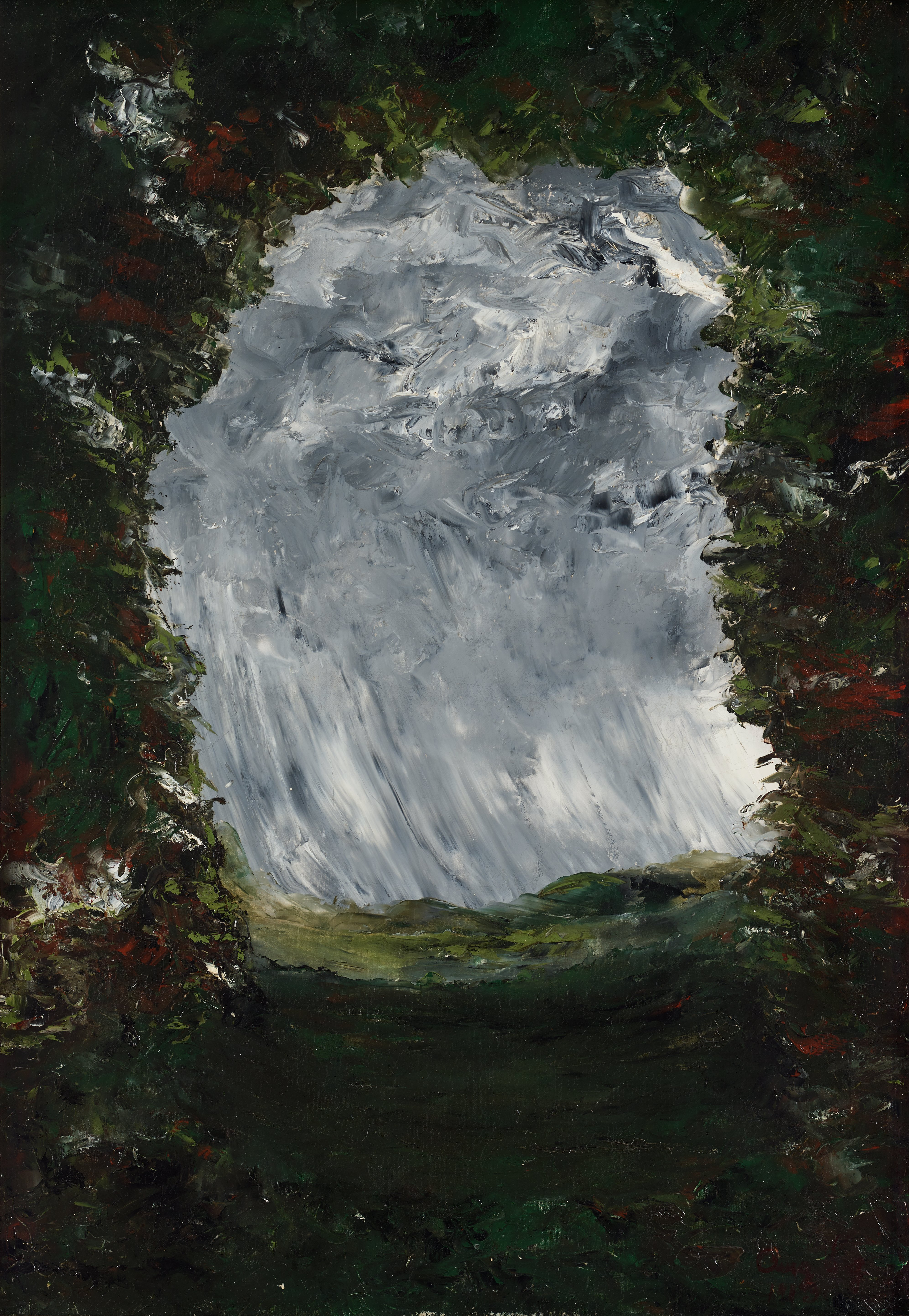
August Strindberg: Inferno, Gemälde, 1901

Als Künstler begegnete Strindberg zu seiner Zeit zähem Unverständnis, nicht einmal seine Künstlerfreunde sahen seine Gemälde als interessant an. Strindberg malte und fotografierte trotzdem während mehrerer Lebensphasen mit künstlerischen Ambitionen. In einem Essay behauptete er, die Malerei sei für ihn nur eine Freizeitbeschäftigung. Sein künstlerisches Schaffen lässt jedoch erkennen, dass er in seinen Bildern zum Teil wesentliche Gedanken und Erfahrungen zu verarbeiten suchte, besonders dann, wenn er unter Schreibblockaden litt. Insofern ist Strindbergs Malerei – ähnlich wie bei Friedrich Dürrenmatt – eng verbunden mit seinem literarischen Werk und spiegelt seine unstete, kontroverse Persönlichkeit gleichermaßen wider. Vor allem diente Strindberg die Malerei als „Mittel zur Auseinandersetzung mit der ‚condition humaine‘“. Strindbergs intensive, teils psychotische Erlebnisse übertrugen sich direkt auf die Leinwand.
Seine früheren Gemälde zeigen dramatische, landschaftliche Motive. Felsen und Wasser spielen eine bedeutende Rolle. Das Figurative löst sich dabei meist in der Farbmasse auf. Dafür nutzte Strindberg häufig einen Spatel und mischte die Farben erst auf der Leinwand, so dass die Bilder zum Teil formlos oder unfertig wirken, zum Beispiel Seestück mit Felsen und Golgatha, Dornach (beide 1894).
Die Neue Zürcher Zeitung schrieb anlässlich einer Strindberg-Ausstellung in der Tate Gallery of Modern Art über Strindbergs Technik:

„Sie lässt auf Schritt und Tritt erkennen, wie er für seinen Seelenzustand unfehlbar eine malerische Metapher zu finden verstand. Im Gegensatz zu Caspar David Friedrich vermag Strindberg, wenn sich bei ihm Meer und Land treffen, keine fast heilige Scheu vor der Weite der Welt heraufzubeschwören. Doch es fehlen in seinen Bildern eben auch die kleinen Menschen – seine Welt ist den Urgewalten untertan, ist in Werken wie den genannten ein düsteres kosmisches Durcheinander.“

Gegenüber Paul Gauguin äußerte Strindberg, seine Bilder seien ihm „zu sonnig“. Und so sind auch Strindbergs Fotogramme aus dem Jahr 1894 düstere Abbilder des Nachthimmels. Strindbergs autobiografische Fotografien seines Aufenthalts in der Schweiz 1886 folgten dem realistischen Stil wie seine Texte aus derselben Phase.
Nach der Jahrhundertwende malte Strindberg vermehrt an Traumwelten erinnernde Bilder, die die düsteren Motive der „Inferno-Krise“ hinter sich ließen. Meer, Himmel und Wasser waren zwar nach wie vor seine Hauptthemen, nun aber in einer hoffnungsvolleren, sogar heiteren Darstellung (z. B. The Child's First Cradle), die den Gemütszustand des alternden Strindberg spiegeln.
Als Autor verpasste Strindberg nicht die Chance, Sarkasmen gegen das Kunst-Establishment auszuteilen. 1877 schrieb er eine Anweisung, um in 60 Minuten Kunstkenner zu werden:

„Genial, grandios, gigantisch, grotesk. Das erstgenannte Wort ist gut anwendbar, im Besonderen wenn der Maler in der Nähe steht, so dass er es hören kann. Die anderen Bezeichnungen eignen sich für Darstellungen von Stürmen, düsteren Alpenszenen, Bergschluchten, und allgemein für alle Formate, die zehn Fuß Breite und sechs Fuß Höhe übersteigen.“

Die symbolgeladenen, expressionistischen Werke Strindbergs wurden während der zweiten Hälfte des 20. Jahrhunderts bedeutend mehr geschätzt als noch zu seinen Lebzeiten. Heute ist Strindberg in den ständigen Sammlungen des Schwedischen Nationalmuseums vertreten. Das Londoner Auktionshaus Christie’s versteigerte sein Gemälde Inferno (1901) Anfang der 1990er Jahre für 1,2 Mio. Pfund und nannte ihn „einen der bedeutendsten Maler seiner Zeit“. 2005 würdigte die Tate Modern den Künstler mit einer großen Werkschau.
Georges Waser urteilt: „Wie die zeichnerischen und malerischen Versuche Victor Hugos, eines anderen Giganten der Literatur, sind Strindbergs Bilder mehr als nur eine Fussnote zu des Mannes schriftstellerischem Werk.“

## Persönlichkeit

### Psychotische Veranlagung
Strindbergs Persönlichkeit wies deutliche Züge einer paranoiden Schizophrenie auf – immer wieder wurde er von Wahnvorstellungen, Realitätsverlust und Depressionen heimgesucht. Auch drohte er unzählige Male in Briefen damit, Suizid zu begehen, ein ernsthafter Selbsttötungsversuch ist jedoch nicht belegt. Seine psychische Instabilität erreichte zwischen 1895 und 1897, im Alter von fast 50 Jahren, ihren Höhepunkt mit der sogenannten „Inferno-Krise“. Strindbergs literarisches und künstlerisches Schaffen ist tief geprägt von seiner psychotischen Veranlagung und den gescheiterten Ehen. Literatur und Malerei dienten ihm als Mittel, um „dem Ansturm der Wirklichkeit zu begegnen und sich eine quasi-medizinische Kur zu verschaffen“. So enthalten zahlreiche seiner Werke – teils verzerrte – autobiografische Züge.

### Gesellschaftskritik und Verhältnis zur Religion
Strindberg war ein „Suchender“ – sein Leben unstet, voller Wissbegier, Aufbegehren, Krisen und Wendungen. Von besonderer Bedeutung ist sein Verhältnis zur Religion, das sich im Laufe seines Lebens mehrfach wandelte und sich in seinen Werken entsprechend niederschlägt. Als junger Mann wandte er sich zunächst der pietistischen Lehre zu. Später kritisierte er unter anderem das „Gewohnheitschristentum“ seiner Zeit und die Institution der Kirche in satirischen Schriften aufs Schärfste. 1884 muss er sich sogar mit der Veröffentlichung von Heiraten aufgrund einer Anklage wegen Gotteslästerung vor Gericht verantworten. Schließlich ist es seine schonungslose Gesellschaftskritik, mit der Strindberg über Schweden hinaus bekannt wird.
In seinem Durchbruch Das rote Zimmer 1879 kritisierte und karikierte er die etablierten Institutionen der Gesellschaft, mit Utopier i verkligheten (1884–85, Utopie und Wirklichkeit) redete er einem Anarchismus das Wort, der weder Sozialisten noch Konservativen gefiel. 1910 löste er mit dem Essay Pharaonenkult in der neu gegründeten „Afton-Tidningen“ die sog. „Strindberg-Fehde“ (Strindbergfejden) aus – eine hitzige Kulturdebatte, die im Schatten von Unionsauflösung, Großstreik und dem Hervortreten der Sozialdemokratie ein paar Jahre währte. Seine Kritik richtete sich anfangs gegen die Verherrlichung von Karl XII., dann besonders gegen Verner von Heidenstam, Oscar Levertin und Ellen Key. Aber auch das schwedische Militär, die Monarchie, der Asien-Forscher Sven Hedin und die Schwedische Akademie wurden in Artikeln angegriffen. Zum Teil waren die gegenseitigen Beschuldigungen ungerechtfertigt und hasserfüllt. Strindberg debattierte zum Teil mit zweifelhaften, religiös durchdrungenen Argumenten. Auch war seine Kritik nicht zuletzt beeinflusst von der stetigen Suche nach Anerkennung und dem Drang nach Selbstinszenierung, die oft herb enttäuscht wurden. Er sah sich oft übergangen und abgewertet. Besonders kränkte ihn die Tatsache, dass ihm nicht der Nobelpreis verliehen wurde.
Trotzdem fand Strindberg zahlreiche Befürworter und Anhänger, insbesondere in der Arbeiterbewegung und bei den jungen Sozialdemokraten; denn die literarische Debatte der 1880er und -90er Jahre erweiterte sich nach und nach, als eine große Zahl Kritiker, Schriftsteller und Reichstagsmitglieder sich an ihr beteiligten, zu einem Teil der Debatte über Wahlrecht, Landesverteidigung und Demokratie und war somit ein Stück des Vorspiels zum Bauernzug 1914. Die Essays aus dieser Zeit wurden in mehreren Sammelbänden veröffentlicht:
- Tal till svenska nationen (1910, Reden an die schwedische Nation)
- Folkstaten (1910, Der Volksstaat)
- Religiös renässans (1910, Religiöse Renaissance)
- Czarens kurir (1912, Der Kurier des Zaren)

Der Streit kann auch in Harry Järvs Zusammenstellung Strindbergsfejden und in Björn Meidals Från profet till folktribun nachgelesen werden.

### Wissenschaftliche Studien
In den 1880er und 1890er Jahren widmet sich Strindberg vermehrt den Wissenschaften, speziell Evolutionstheorie, Soziologie, Psychiatrie und Chemie interessieren ihn. Er betrachtete die modernen Naturwissenschaften seiner Zeit außerordentlich kritisch und lehnte deren Errungenschaften ab, wie aus seinem Werk Sylva Sylvarum (1895) hervorging. Seine Überlegungen waren stark vom Monismus und von der Alchemie geprägt. So war für ihn Wasserstoff das Urelement, aus dem alle anderen Elemente hervorgehen sollten. Die Evolutionstheorie aus der Biologie übertrug er auf die Chemie und schrieb den chemischen Stoffen ein Entwicklungsvermögen zu, was auch in der Alchemie eine zentrale Bedeutung hatte. Schwefel war für ihn kein Element, sondern ein Harz, wie er aus eigenen Experimenten schlussfolgerte, das aus Kohlenstoff, Wasserstoff und Sauerstoff bestehen sollte. Indigo sollte ein Pflanzenmetall sein mit starken Verwandtschaften zum Berliner Blau, Kaliumpermanganat und Iod. So lehnte er auch das neuentdeckte Periodensystem und die Idee der Elemente ab und versuchte zu beweisen, dass man die verschiedenen Elemente ineinander „transmutieren“ könne. Er führte seine Experimente in der eigenen Wohnung oder in Hotelzimmern ohne Schutzkleidung aus und versuchte unter anderem Gold herzustellen. Durch Zufall gelang es ihm, Katzengold aus Eisen und Schwefel zu produzieren, woraufhin er meinte, echtes Gold vor sich zu haben. Strindberg setzte sich selbst verschiedenen Chemikalien aus, was 1895 zu einer Hautkrankheit führte, die in einem Krankenhaus behandelt werden musste. Seine Spekulationen wurden vom Verband der Chemiker geschlossen abgelehnt, u. a. The Svedberg: „Was davon richtig ist, ist nicht neu, und das, was neu ist, ist nicht richtig“.

### Mystik und Okkultismus
Eine neue Wende tritt mit den Erfahrungen der „Inferno-Krise“ ein. Strindberg begreift sein Dasein als den Weg eines irrenden Menschen, wie er es in Nach Damaskus schildert. Der alternde Strindberg wendet sich mehr und mehr der Religion zu. Als Anhänger des Symbolismus sucht er nach möglichen Deutungen für die Dinge und findet sie zum Teil in mystischen Erklärungen der Welt. Er beschäftigt sich mit Okkultismus und Monismus. Die Texte von Emanuel Swedenborg beeinflussen ihn ebenso wie die Theosophie von Helena Petrovna Blavatsky. Am Ende seines Lebens war er Synkretist und identifizierte sich mit einer Art Weltseele, mit der er durch das Unterbewusstsein in Verbindung zu stehen meinte. Diese existentiellen Spekulationen machen sich in seiner späteren Produktion bemerkbar (z. B. im Traumspiel). Bei seinem Tod 1912 hatte Strindberg in seiner Bibliothek eine große Menge theosophischer Literatur, unter anderem von Annie Besant und Alfred Percy Sinnett, zusammen mit Büchern über Mythologie und Religionsgeschichte.
Strindbergs Interesse für Alchemie und Okkultismus war zu seiner Zeit keineswegs eine Seltenheit. Im Gegenteil – gerade in Paris gab es eine blühende Bewegung, zahlreiche Schriften wurden veröffentlicht, u. a. in der Zeitschrift L'Initiation, für die auch Strindberg einige Artikel schrieb.

### Repräsentant seiner Zeit
Strindberg wurde ein „radikaler Reaktionär“ genannt. Zeit seines Lebens behielt er seinen vom Volk ausgehenden und gesellschaftskritischen Standpunkt bei. Die zahlreichen Wandlungen, die Strindbergs Denken und Werk kennzeichnen, müssen natürlich vor dem Hintergrund seines exzentrischen Charakters und seiner pathologischen Persönlichkeitszüge gesehen werden. Dennoch sind sie vor allen Dingen Ausdruck seines Zeitalters, dem er mit Widerspruchsgeist und sensibler Beobachtungsgabe gegenübertrat. Peter Schütze in diesem Zusammenhang:

„August Strindberg war ein unersättlicher Verwerter von Eindrücken, künstlerischen, politischen und ideologischen Tendenzen. […] Dennoch war er kein Chamäleon des Zeitgeistes; seine sprunghaften, widersprüchlichen Metamorphosen heben die außerordentliche Stärke und Unverwechselbarkeit nicht auf […] Sein Umgang mit den Lehren und Moden seines Zeitalters war höchst störrisch und diktatorisch; er selbst konnte daher, allen seelischen Schwankungen zum Trotz, eine zeitbestimmende Figur werden. Auch seine psychischen Defekte sind nicht nur individuelle Leiden, in ihnen wird Zeit-Charakter durchsichtig […] [Sie] machen Strindberg ebenfalls zu einem typischen Repräsentanten seiner Epoche, zur 'personifizierten Summe aller Zeiterscheinungen', wie Ludwig Marcuse ihn einmal genannt hat.“

### Strindbergs Verhältnis zum weiblichen Geschlecht

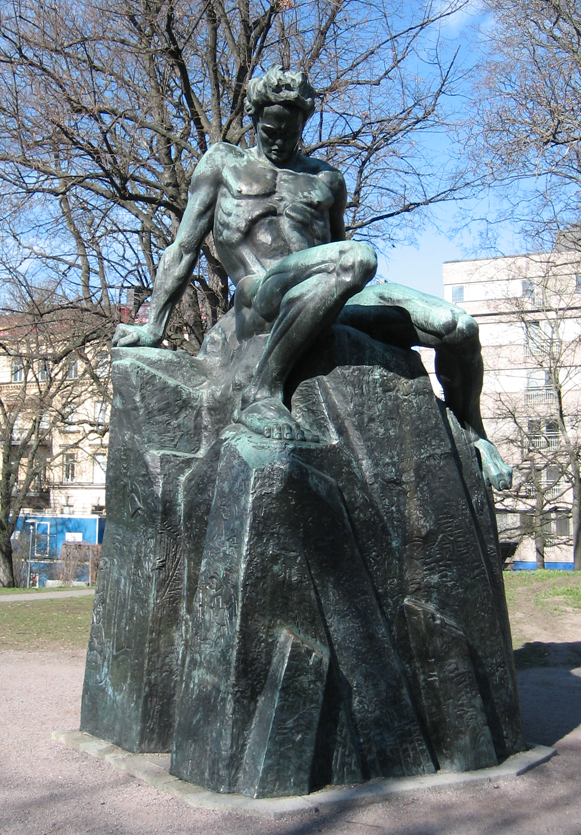
Die von Carl Eldh stammende Statue August Strindbergs in Stockholm

Der Feminismus der Zeit zieht sich durch Strindbergs Texte. Er polemisierte gegen Gleichheitsideen, die ihm zu radikal erschienen, zum Beispiel war er sehr kritisch gegenüber Ibsens Et dukkehjem (Nora oder ein Puppenheim).
Bei anderer Gelegenheit schrieb er in Bezug auf die russische Mathematikerin Sofja Kowalewskaja, die durch Vermittlung des schwedischen Mathematikers Gösta Mittag-Leffler eine Privatdozentur an der Universität Stockholm erhalten hatte:

„Ein weiblicher Mathematikprofessor ist eine gefährliche und unerfreuliche Erscheinung, man kann ruhig sagen, eine Ungeheuerlichkeit. Ihre Einladung in ein Land, in dem es so viele ihr weit überlegene männliche Mathematiker gibt, kann man nur mit der Galanterie der Schweden dem weiblichen Geschlecht gegenüber erklären.“

Strindbergs Verhältnis zu Frauen wird im Allgemeinen als kompliziert eingeschätzt, wovon schon seine drei gescheiterten Ehen Zeugnis geben. Er wurde oft als Frauenfeind dargestellt. Anlass dazu gab er unter anderem in Heiraten, worin die Kritik an der Familie als Gesellschaftsinstitution in ausgesprochene Frauenverachtung übergeht. In den letzten Jahren hat man dieses Bild von Strindberg mehr und mehr revidiert und korrigiert. Eivor Martinus beispielsweise beschäftigt sich in ihrem Buch Strindberg and Love (2001) mit einer Unzahl von Briefen zwischen Strindberg und den Frauen seines Lebens. Am Ende schreibt Martinus, Strindberg könne unmöglich Frauen gehasst haben, selbst wenn er oft mit ihnen im Konflikt stand.
Strindbergs Verhältnis zu Frauen kann in erster Linie als ambivalent, nicht als absolut negativ, beschrieben werden und ist im Sinne seiner grundsätzlichen Auseinandersetzung mit der Beziehung zwischen den beiden Geschlechtern zu verstehen. Thomas Mann äußerte sich dazu wie folgt (August Strindberg, 1948):

„Wie stark sich in seinen verzweifelten Kampf gegen diese [bürgerliche Gesellschaft], in der er doch immer nach ‚Erfolgen‘ strebt, ein Elementares und Dämonisches mischt, dafür ist das stärkste Beispiel sein Verhältnis zum Weibe, worin die Polemik gegen moderne Emanzipationsideen die geringste Rolle spielt und eine desto größere der ewige mythische Todhaß der Geschlechter. Es gibt in keiner Literatur eine teuflischere Komödie als seine Eheerfahrungen, als seine Verfallenheit an das Weib und sein Grauen vor ihm, seine heilig monogame Verehrung und Verklärung der Ehe und sein völliges Unvermögen, es darin auszuhalten.“

Im gleichen Sinne schreibt Verner Arpe: „Im Weib sah er Satan und Gott – und was er um diese Pole geschehen ließ, wies immer wieder zurück auf seine skeptische Grundhaltung und sein Sehnen nach Vollendung.“

## Werke (Auswahl)
Die Jahreszahlen beziehen sich auf das Jahr der Fertigstellung des Manuskripts.
Dramen
- 1872: Meister Olof [erste von mehreren Versionen]
- 1880: Das Geheimnis der Gilde
- 1887: Der Vater
- 1888: Fräulein Julie
- 1889: Die Stärkere
- 1898–1901: Nach Damaskus I–III
- 1899: Gustav Vasa
- 1899: Gustav Adolf
- 1900: Der Totentanz
- 1901: Ein Traumspiel
- 1902: Gustav III.
- 1907: Die Gespenstersonate
- 1907: Die Brandstätte
- 1907: Wetterleuchten
- 1907: Der Pelikan, auch Der Scheiterhaufen
- 1909: Die große Landstraße

Romane
- 1879: Das rote Zimmer
- 1887: Die Leute auf Hemsö (alternativ: Die Inselbauern)
- 1890: Am offenen Meer
- 1904: Die gotischen Zimmer
- 1904: Schwarze Fahnen

Erzählungen
- 1883: Die Insel der Seligen
- 1884: Heiraten
- 1889: Tschandala

Biografische Werke
- 1886: Der Sohn einer Magd
- 1888: Plädoyer eines Irren (alternativ: Die Beichte eines Thoren)
- 1897: Inferno
- 1898: Kloster
- 1903: Einsam
- 1907: Ein Blaubuch
- 1908: Okkultes Tagebuch

## Ausgaben

### Gesamtausgaben
Strindbergs Werke. Unter Mitwirkung von Emil Schering als Übersetzer vom Dichter selbst veranstaltet. Etwa 50 Bde. Leipzig und München, Georg Müller 1902–1930
- Beschreibung

Die bis heute umfangreichste Ausgabe der Werke Strindbergs gab Emil Schering im Georg Müller-Verlag heraus. Sie war in Entsprechung zu ihrer schwedischen Vorlage auf 55 Bände angelegt und erschien über einen Zeitraum von etwa 30 Jahren. Die im Antiquariatsbuchhandel als „gelber August“ bekannte Edition (wegen der typischen gelben Leinwandeinbände, in der allein alle Bände einheitlich erschienen sind; daneben existieren für Teile der Ausgabe auch die Einbandvarianten Broschur, Pappband, Halbleder und Leder) hat eine nicht genau zu bestimmende Bandzahl, da manche Werke unter unterschiedlichen Titeln erschienen (etwa: „Märchen“, „Moderne Fabeln“ und „Märchen und Fabeln“), einzelne Werke als Rohbögen aus dem Seemann-Verlag übernommen und unter Wahrung des Titelblattes mit dem Einband der Georg-Müller-Gesamtausgabe versehen wurden („Märchen“, „Blumenmalereien und Tierstücke“, „Schwedische Natur“, „Sylva Sylvarum“), Teilwerke aus umfangreicheren Zusammenhängen auch in Einzelbänden erschienen sind mit Einband und Reihentitel der Gesamtausgabe (z. B. „Luther. Die Nachtigall von Wittenberg“ aus „Deutsche Historien“), Teilwerke aus nur angekündigten und nicht erschienenen Bänden der Gesamtausgabe als Einzelbände im Einband der Gesamtausgabe vorliegen (z. B. „Der bewusste Wille in der Weltgeschichte“, mit drei anderen Titeln, „Ein freies Norwegen“, „Religiöse Renaissance“ und „Der Volksstaat“ vorgesehen und angekündigt für einen weiteren Band der Abteilung „Wissenschaft“), und in den Verlagsverzeichnissen „25 Jahre-Georg-Müller-Verlag“ und „Ausritt 1931“ Bände als bereits erschienen angezeigt sind, die lediglich in Planung waren und nicht mehr gedruckt wurden. Werden alle einheitlich in gelbe Leinwand gebundenen unterschiedlichen Strindberg-Editionen mit dem Reihentitel der Werkausgabe zusammengerechnet, hat die Ausgabe deutlich mehr als 50 Bände. Die erst 1928 erschienen „Regentendramen“ gehören wegen ihrer sehr geringen Bindequote zu den seltensten und gesuchtesten Veröffentlichungen des Georg Müller Verlages überhaupt. Der immer wieder angezeigte Band „Antibarbarus“ lässt sich in keiner Bibliothek nachweisen und ist auf Deutsch nur 1894 im Verlag des Bibliographischen Bureaus erschienen, nie aber innerhalb der Gesamtausgabe. Emil Schering war als Strindberg-Übersetzer nicht unumstritten, da er immer wieder eigenmächtig und zensierend in zu freizügige Schilderungen Strindbergs eingriff (z. B. in „Die Inselbauern“), was ihm von Christian Morgenstern den Vorwurf einbrachte, er sei eine „Landplage“. Die nach Ende des Weltkrieges im Hyperion-Verlag begonnene Strindberg-Edition verstand sich daher ausdrücklich als Konkurrenz zur Schering-Gesamtausgabe bei Georg Müller. Wie sehr sich Schering andererseits um das Werk Strindbergs verdient gemacht hat (indem er ausufernde Geld- und Bücherwünsche bediente sowie Botendienste für den Dichter abarbeitete), dokumentiert der in der Gesamtausgabe erschienene Band „Briefe an Emil Schering“.
- Bandeinteilung
- I. Abt. Dramen
  - Bd. 1 Jugenddramen. 1923
  - Bd. 2 Romantische Dramen. 1918
  - Bd. 3 Naturalistische Dramen. 1916
  - Bd. 4 Elf Einakter. 1902 (noch bei Hermann Seemann Nachfolger), 1917
  - Bd. 5 Nach Damaskus. Erster, zweiter, dritter Teil. 1912
  - Bd. 6 Rausch. Totentanz Teil 1 und 2. 1912
  - Bd. 7 Jahresfestspiele. 1912
  - Bd. 8 Märchenspiele. Ein Traumspiel. 1919
  - Bd. 9 Kammerspiele. 1908
  - Bd. 10 Spiele in Versen. 1912
  - Bd. 11 Meister Olof. Ausgabe in Prosa und in Versen. 1917
  - Bd. 12 Königsdramen. 1914
  - Bd. 13 Deutsche Historien. Gustav Adolf. Die Nachtigall von Wittenberg. 1915
  - Bd. 14 Dramatische Charakteristiken. 1914
  - Bd. 15 Regentendramen. 1928
  - Zahlreiche Stücke als Einzelbände mit dem Reihentitel „August Strindbergs Werke“, z. T. auch in der typischen gelben Leinwandausstattung des einheitlichen Erscheinungsbildes der Gesamtausgabe.

- II. Abt. Romane
  - Bd. 1 Das Rote Zimmer. 1908
  - Bd. 2 Die Inselbauern. 1908
  - Bd. 3 Am off(e)nen Meer. 1908
  - Bd. 4 Die gotischen Zimmer. 1908
  - Bd. 5 Schwarze Fahnen. 1913

- III. Abt. Novellen
  - Bd. 1 Heiraten. Zwanzig Ehegeschichten. 1910
  - Bd. 2 Schweizer Novellen. 1912.
  - Bd. 3 Das Inselmeer. Drei Novellenkreise. 1921
  - Bd. 4 Märchen und Fabeln. 1918
  - Bd. 5 Drei moderne Erzählungen. 1911
  - Bd. 6 Schwedische Schicksale und Abenteuer. 1911
  - Bd. 7 Kleine historische Romane. 1913
  - Bd. 8 Historische Miniaturen. 1912
  - Bd. 9 Schwedische Miniaturen. 1909

- IV. Abt. Lebensgeschichte
  - Bd. 1 Der Sohn einer Magd. 1912
  - Bd. 2 Die Entwicklung einer Seele. 1910
  - Bd. 3 Die Beichte eines Toren. 1912
  - Bd. 4 Inferno. Legenden. 1910
  - Bd. 5 Entzweit. Einsam. 1909

- V. Abt. Gedichte
  - Bd. 1 Sieben Zyklen Gedichte. 1923

- (ursprüngliche V. Abt. Wissenschaft)
  - Bd. 2 Schwedische Natur
  - Bd. 3 Blumenmalereien und Tierstücke

- VI. Abt. Wissenschaft
  - Bd. 1 Unter französischen Bauern. 1912
  - Bd. 2 Naturtrilogie. 1921
  - Bd. 3 Antibarbarus. (Nur angekündigt, nicht in der Gesamtausgabe erschienen)
  - Bd. 4 Dramaturgie. 1911
  - Bd. 5 Ein Blaubuch. Die Synthese meines Lebens. Erster Band. 1908
  - Bd. 6 Ein Blaubuch. Die Synthese meines Lebens. Zweiter Band. 1908
  - Bd. 7 Ein drittes Blaubuch. Nebst dem nachgelassenen Blaubuch. 1921
  - Bd. 8 Das Buch der Liebe. Ungedrucktes und Gedrucktes aus dem Blaubuch. 1912

- (ursprüngliche VI. Abt. Philosophie)
  - Bd. 2 Sylva Sylvarum 1904
  - Bd. 3 Der bewusste Wille in der Weltgeschichte. 1916

- VII. Abt. Nachlass
  - Bd. 1 Moses; Sokrates; Christus. Eine welthistorische Trilogie. Mit der Einleitung: Der bewußte Wille in der Weltgeschichte. 1922

- VIII. Abt. Briefe
  - Bd. 1 Er und Sie. 1930
  - Bd. 2 Briefe ans Intime Theater. 1921
  - Bd. 3 Briefe an Emil Schering. 1924

- Ergänzungsband: Hermann Esswein – Strindberg im Lichte seines Lebens und Schaffens. 1919 (im Einband der Gesamtausgabe)

Weitere Gesamtausgaben:
- Werke. 9 Bände. Übersetzungen von Willi Reich, Tabitha von Bonin, Else von Hollander-Lossow. München 1955–1959

- August Strindberg: Werke in zeitlicher Folge, Hrsg. Angelika Gundlach. Insel, Frankfurt am Main 1984 ff. (Erscheinen nach 4 in 5 Bänden eingestellt)

### Einzelausgaben
Dramen
- August Strindbergs Bühnenwerk in neuer Übersetzung von Heinrich Goebel. 12 Bände in 2 Reihen. Berlin 1919
- Dramen. Übers. von Willi Reich. Essay von Hans Schwarz. Reinbek 1960
- Dramen. Übers. von Willi Reich. 3 Bände. München/Wien 1964/65
- Ausgewählte Dramen in sieben Bänden: Geschichtliche Dramen; Märchendramen; Naturalistische Dramen I; Naturalistische Dramen II; Jahresfestspiele; Kammerspiele; Nach Damaskus. Deutsch von Else von Hollander. Berlin: Hyperion-Verlag, 1919
- Ausgewählte Dramen in drei Bänden. Übers. von Artur Bethke und Anne Storm. Hg. und komm. von Artur Bethke. Rostock 1983
- Dramen in 3 Bänden. (Lizenzausg. der Rostocker Ausgabe, mit Nachw. von Ernst Wendt) München 1984
- Der Holländer. Aus dem Nachlaß übers. von E. Schering. Heidelberg 1949
- Ein Traumspiel. Deutsch von Peter Weiss. Frankfurt a. M. 1963
- Fräulein Julie. Deutsch von Peter Weiss. In: Spectaculum X. Frankfurt a. M. 1967
- Totentanz. 2. Aufl. Seemann, Berlin 1904 (Digitalisierte Ausgabe der Universitäts- und Landesbibliothek Düsseldorf)

Romane
- Ausgewählte Romane in fünf Bänden: Das rote Zimmer; Die Leute auf Hemsö; Am offenen Meer; Schwarze Fahnen; Die Gotischen Zimmer. Übersetzung: Else von Hollander-Lossow, Hyperion-Verlag, Berlin 1919
- Am offenen Meer. Reclam, Leipzig 1984
- Das rote Zimmer. Schilderungen aus dem Leben der Künstler und Schriftsteller. Übersetzung Hilde Rubinstein. Rütten & Loening, Berlin 1986
- Die Inselbauern. Übers. von Emil Schering. G. Müller, München 1922

Erzählungen
- Abschied von Illusionen. Ausgewählte Erzählungen. Zürich 1991
- Die Leute auf Hemsö. Übers. von Hans-Jürgen Hube, VEB Hinstorff Verlag, Rostock 1983
- Tage der Illusionen. Ausgewählte Erzählungen. Übers. von Hans-Jürgen Hube, VEB Hinstorff Verlag, Rostock 1971
- Ausgewählte Erzählungen in drei Bänden. Herausgegeben von Klaus Möllmann, VEB Hinstorff Verlag, Rostock 1988

Gedichte
- Gedichte: erste Auswahl. Übertr. von Emil Schering. Einzige vom Dichter und seinen Erben autoris. dt. Ausg., Müller, München; Mänicke und Jahn [Drucker], Rudolstadt 1921
- Gedichte in Vers und Prosa. Übers. von Otto Hauser, Duncker, Weimar 1917
- Die Stadtreise und andere Gedichte. Ausgew. und übers. von Walter A. Berendsohn. Hamburg/Düsseldorf 1970

Briefe
- August Strindberg, Briefe. Hg. von Torsten Eklund. Übers. von Tabitha von Bonin. Hamburg/Berlin 1956
- August Strindberg, Briefe an seine Tochter Kerstin. Hrsg. Torsten Eklund. Hamburg 1963; Düsseldorf 1986
- Erinnerungen und Briefe. Białogard/PL 1997
- Briefe an Strindberg. Hg. von Walter A. Berendsohn. Mainz 1967
- Hörbuch: Der Abgrund der uns verschlang: Auszüge eines Briefwechsels zwischen August Strindberg und Frida Uhl, Kolophonium Verlag, Berlin 2011, ISBN 978-3-9810808-7-2.

Weiteres
- August Strindberg: Unter französischen Bauern : eine Reportage, mit einem Essay von Thomas Steinfeld, Eichborn, Frankfurt am Main 2009, Reihe Die Andere Bibliothek, ISBN 978-3-8218-6214-9.
- August Strindberg: Notizen eines Zweiflers. Schriften aus dem Nachlass. Hrsg./Übersetzung Renate Bleibtreu. Berlin 2011

## Bearbeitungen von Strindbergs Werken

### Film
- Verfilmungen von Fadren
  - Schweden 1912, R: Anna Hofman-Uddgren
  - Schweden 1967, R: Keve Hjelm
  - Schweden 1969, R: Alf Sjöberg
  - Dänemark 1974, R: Søren Melson
  - Belgien 1987, R: Ulrich Greif, Luc Segers
  - Schweden 1988, R: Bo Widerberg

- Verfilmungen von Fröken Julie
  - Österreich/USA 1922, R: Felix Basch
  - Schweden 1951, R: Alf Sjöberg
  - GB 2000, R: Mike Figgis
  - GB/Irland/Norwegen/Frankreich 2014, R: Liv Ullmann

- Verfilmungen von Hemsöborna
  - Schweden 1944, R: Sigurd Wallén
  - Schweden 1955, R: Arne Mattsson
  - Schweden 1966, R: Bengt Lagerkvist TV

- Sonstige
  - Giftas, Schweden 1955, R: Anders Henrikson

### Oper
- Schwanenweiß (Synopsis) von Heinrich Sthamer, D 1921
- Schwanenweiß von Julius Weismann, D 1923
- Traumspiel von Julius Weismann, D 1925
- Gespenstersonate von Julius Weismann, D 1930
- Traumspiel von Aribert Reimann, D 1964
- Miss Julie von Ned Rorem, USA 1965, nach einer Vorlage von Fröken Julie
- Die Gespenstersonate von Aribert Reimann, D 1984
- Der Pelikan von Michael Denhoff, D 1992, Kammeroper op. 64
- Julie von Philippe Boesmans, D 2005

### Ballett
- Fröken Julie der schwedischen Choreografin Birgit Cullberg, 1950

### Erzählungen
- Wolfgang Kauer: Strindbergphantasien Mondseer Ausgewanderter. In: Die Rampe. Hefte für Literatur des Landes Oberösterreich, 2/94. Trauner-Verlag, Linz 1994, ISBN 3-85320-679-4, S. 21–41.

## Sekundärliteratur
- Herlinde Nitsch Ayers: Selbstverwirklichung – Selbstverneinung. Rollenkonflikte im Werk von Hebbel, Ibsen und Strindberg. Lang, New York u. a. 1995, ISBN 0-8204-2668-7 (= Studies on themes and motifs in literature; 15).
- Oskar Bandle (Hrsg.): Strindbergs Dramen im Lichte neuerer Methodendiskussionen. Beiträge zum IV. Internationalen Strindberg-Symposion in Zürich 1979. Helbing und Lichtenhahn, Basel u. a. 1981, ISBN 3-7190-0802-9 (= Beiträge zur nordischen Philologie; 11).
- Hans-Peter Bayerdörfer, Hans Otto Horch, Georg-Michael Schulz: Strindberg auf der deutschen Bühne. Eine exemplarische Rezeptionsgeschichte der Moderne in Dokumenten (1890 bis 1925). Wachholtz, Neumünster 1983, ISBN 3-529-03317-0 (= Skandinavistische Studien; 17).
- Wolfgang Behschnitt: Die Autorfigur. Autobiographischer Aspekt und Konstruktion des Autors im Werk August Strindbergs. Schwabe, Basel 1999, ISBN 3-7965-1141-4 (= Beiträge zur nordischen Philologie; 27).
- Rüdiger Bernhardt: August Strindberg. Dt. Taschenbuch-Verlag, München 1999, ISBN 3-423-31013-8 (= dtv, 31013, dtv Portrait).
- Anni Carlsson: Ibsen, Strindberg, Hamsun. Essays zur skandinavischen Literatur. Athenäum-Verlag, Kronberg/Taunus 1978, ISBN 3-7610-8021-2.
- Per Olov Enquist: Strindberg. Ein Leben. Aus dem Schwedischen von Verena Reichel. Aktualisierte Neuausgabe, btb Verlag / Random House, München 2012.[15]
- Hermann Esswein: August Strindberg im Lichte seines Lebens und seiner Werke. Georg Müller Verlag, München 1919.
- Johannes F. Evelein: August Strindberg und das expressionistische Stationendrama. Eine Formstudie. Lang, New York u. a. 1996, ISBN 0-8204-2612-1 (= Studies on themes and motifs in literature; 13).
- Wilhelm Friese (Hrsg.): Strindberg und die deutschsprachigen Länder. Internationale Beiträge zum Tübinger Strindberg-Symposion 1977. Helbing & Lichtenhahn, Basel u. a. 1979, ISBN 3-7190-0724-3 (= Beiträge zur nordischen Philologie; 8).
- Heinz Gerstinger: Österreich, holdes Märchen und böser Traum. Strindbergs Ehe mit Frida Uhl. Herold, Wien 1987, ISBN 3-7008-0296-X.
- Wilfried Hammacher: Wiedergeboren. Lebenswege von August Strindberg und Carl Ludwig Schleich. Verlag am Goetheanum, Dornach 1994, ISBN 3-7235-0734-4.
- Gerda Hennig: Traumwelten im Spiegel der Dichtung. Jean Paul, Dostojewski, Nerval, Strindberg. R. G. Fischer, Frankfurt am Main 1995, ISBN 3-89501-276-9.
- Karin Hoff: Varianten der Moderne. Studien zu August Strindbergs Dramatik. Königshausen & Neumann, Würzburg 2024, ISBN 978-3-8260-7770-8.
- Jenny C. Hortenbach: Freiheitsstreben und Destruktivität: Frauen in der Dramen August Strindbergs und Gerhart Hauptmanns (= Germanistische Schriftenreihe der norwegischen Universitäten und Hochschulen, Nr. 2: Scandinavian University Books). Universitetsforlaget, Oslo 1965, DNB 363864148 (überarbeitete Dissertation).
- Karl Jaspers: Strindberg und van Gogh. Versuch einer vergleichenden pathographischen Analyse. Merve-Verlag, Berlin 1998, ISBN 3-88396-142-6 (= Internationaler Merve-Diskurs; 210).
- Manfred Karnick: Rollenspiel und Welttheater. Untersuchungen an Dramen Calderóns, Schillers, Strindbergs, Becketts und Brechts. Fink, München 1980, ISBN 3-7705-1850-0.
- Wolfdietrich von Kloeden: Strindberg, Johann August. In: Biographisch-Bibliographisches Kirchenlexikon (BBKL). Band 11, Bautz, Herzberg 1996, ISBN 3-88309-064-6, Sp. 57–83 (Artikel/Artikelanfang im Internet-Archive).
- Ewald Koepke: August Strindberg. Durch den Abgrund zur Individuation. Hamburger Kulturverlag, Hamburg 1983, ISBN 3-922684-43-2.
- Olof Lagercrantz: Strindberg. Insel-Verlag, Frankfurt am Main 1980, ISBN 3-458-04923-1.
- Anatoly Livry: August Strindberg : de Rhadamanthe à Busiris et l’Etna de Zarathoustra. Nietzscheforschung, Akademie Verlag, Berlin 2011, S. 123–135.
- Hanno Lunin: Strindbergs Dramen. Emsdetten 1962.
- Ludwig Marcuse: Strindberg. Das Leben einer tragischen Seele. Diogenes, Zürich 1989, ISBN 3-257-21780-3 (= Diogenes-Taschenbuch, 21780).
- Eivor Martinus: Strindberg and Love. Amber Lane Press, 2001, ISBN 1-872868-33-9.
- Anton Neumayr: Dichter und ihre Leiden. Jean-Jacques Rousseau, Friedrich Schiller, August Strindberg, Georg Trakl. Deuticke, Wien u. a. 2000, ISBN 3-216-30551-1.
- Wolfgang Pasche: Skandinavische Dramatik in Deutschland. Björnstjerne Björnson, Henrik Ibsen, August Strindberg auf der deutschen Bühne 1867–1932. Helbing & Lichtenhahn, Basel 1979, ISBN 3-7190-0750-2 (= Beiträge zur nordischen Philologie, 9).
- Fritz Paul: August Strindberg. Metzler, Stuttgart 1979, ISBN 3-476-10178-9 (= Sammlung Metzler; 178).
- Grischka Petri: Der Bildprozeß bei August Strindberg. Seltmann & Hein, Köln 1999, ISBN 3-9804960-3-1 (= Artes et litterae Septentrionales; N. F. 1).
- Grischka Petri: August Strindbergs moderne Malerei und der Zufall im kunsthistorischen Schaffen. In: Walter Baumgartner, Thomas Fechner-Smarsly (Hrsg.): August Strindberg. Der Dichter und die Medien. München 2003, S. 83–112.
- Grischka Petri: Kunst als Schlüssel zum Himmelreich. Strindbergs Malerei als Medium der Erkenntnis. In: Kirsten Wechsel (Hrsg.): Strindberg and his media. Proceedings of the 15th International Strindberg Conference. Leipzig/Berlin 2003, S. 241–262.
- Eckhart Pilick: Strindbergs Kammerspiele. Köln 1969.
- Sue Prideaux: Strindberg : a life. Yale University Press, New Haven 2012, ISBN 978-0-300-13693-7.
- Sigismund Rahmer: August Strindberg – eine pathologische Studie. Reinhardt, 1907.
- Michael Robinson (Red.): An International Annotated Bibliography of Strindberg Studies 1870–2005, Bd. 1: General Studies, Reihe: Modern Humanities Research Association MHRA Bibliographies. Victoria (Australien) 2008 (annotiert, insbes. Anm. zu den meist mangelhaften dt. Übersetzungen seiner Werke).
- Stefanie von Schnurbein: Krisen der Männlichkeit. Schreiben und Geschlechterdiskurs in skandinavischen Romanen seit 1890. Wallstein, Göttingen 2001, ISBN 3-89244-441-2 (= Veröffentlichung aus dem Göttinger Sonderforschungsbereich 529 „Internationalität Nationaler Literaturen“; Serie B, Europäische Literaturen und internationale Prozesse, 4).
- Erich Schönebeck: Strindberg als Erzieher (= Entschiedene Schulreform, Band 3). Ernst Oldenburg, Berlin 1922.
- Peter Schütze: August Strindberg. Mit Selbstzeugnissen und Bilddokumenten. 3. Auflage. Rowohlt, Reinbek 2002, ISBN 3-499-50383-2 (= rororo 50383; Rowohlts Monographien).
- Klaus von See (Hrsg.): Die Strindberg-Fehde. Suhrkamp, Frankfurt 1987, ISBN 3-518-38508-9 (= Suhrkamp-Taschenbuch, Materialien).
- Karl Strecker: Nietzsche und Strindberg. Georg Müller, München 1921.
- Sebastian Stricker: Wer sich nicht wehrt, endet am Herd. Die Figur der „Kristin“ in August Strindbergs Fröken Julie. Meysenburg, Essen 2001, ISBN 3-930508-10-9.
- Elisabeth Vaupel: August Strindberg als „Naturwissenschaftler“. Chemie in unserer Zeit, 18. Jahrg. 1984, 5 ISSN 0009-2851, S. 156–167.
- Kirsten Wechsel (Hrsg.): Strindberg and His Media. Proceedings of the 15th International Strindberg Conference. Kirchhof & Franke, Leipzig 2003, ISBN 3-933816-21-1.